# Belangers toepaja
De belangers toepaja (Tupaia belangeri)  is een zoogdier uit de familie van de echte toepaja's (Tupaiidae). De wetenschappelijke naam van de soort werd voor het eerst geldig gepubliceerd door Johann Andreas Wagner in 1841.

## Voorkomen
De soort komt voor in Thailand, Myanmar, Bangladesh, India, Nepal, China, Cambodja, Laos en Vietnam.